# Società Sportiva Teramo Calcio 2018-2019
Questa voce raccoglie le informazioni riguardanti la Società Sportiva Teramo Calcio nelle competizioni ufficiali della stagione 2018-2019.

## Stagione
Nella stagione 2018-2019 il Teramo disputa il girone B della Serie C, raccoglie 43 punti con il tredicesimo posto finale. Nelle prime sei giornate è stato allenato da Giovanni Zichella, con quattro pari e due sconfitte, poi è passato nelle mani di Agenore Maurizi, con il quale ha girato la boa di metà campionato con 20 punti. Nel girone di ritorno ottiene 23 punti, assestandosi a metà classifica, quattro punti sopra la zona Play-out. Nella Coppa Italia di Serie C il Teramo ha vinto il girone H di qualificazione eliminando Fermana e Rieti, poi nei sedicesimi di finale supera (3-1) la Sambenedettese, termina il percorso negli ottavi superato (1-0) dalla Viterbese.

## Divise e sponsor
Lo sponsor tecnico per la stagione 2018-2019 ritorna ad essere, dopo 3 anni, Legea mentre gli sponsor ufficiali sono Eviva (main sponsor), Groupama Luigi Di Battista & C (co-sponsor) e Cristalpack (sul retro della maglia).
| Casa | Trasferta | Terza divisa |

## Calciomercato

### Sessione estiva(dal 1/7 al 31/8)
| Acquisti | Acquisti              | Acquisti      | Acquisti      |
| R.       | Nome                  | da            | Modalità      |
| -------- | --------------------- | ------------- | ------------- |
| P        | Lys Gomis             | Paganese      | definitivo    |
| P        | Francesco Pacini      | Novara        | prestito      |
| P        | Michal Lewandowski    | Monopoli      | fine prestito |
| P        | Edoardo Selva         | Nardò         | fine prestito |
| D        | Mattia Altobelli      | Siracusa      | fine prestito |
| D        | Johad Ferretti        | Ternana       | definitivo    |
| D        | Alessandro Fiordaliso | Torino        | prestito      |
| D        | Giorgio Mantini       | Castelfidardo | fine prestito |
| D        | Riccardo Mastrilli    | SPAL          | prestito      |
| D        | Matteo Piacentini     | Sassuolo      | prestito      |
| D        | Simone Vitale         | Spoltore      | definitivo    |
| C        | Alessio Palladini     | Grottammare   | fine prestito |
| C        | Angelo Persia         | Avezzano      | definitivo    |
| C        | Mattia Proietti       | Pescara       | prestito      |
| C        | Roberto Ranieri       | Atalanta      | prestito      |
| C        | Mirco Spighi          | Catanzaro     | fine prestito |
| C        | Federico Zenuni       | Torino        | definitivo    |
| A        | Riccardo Barbuti      | Gavorrano     | fine prestito |
| A        | Riccardo Cappa        | Sassuolo      | definitivo    |
| A        | Luca Di Renzo         | Pro Sesto     | definitivo    |
| A        | Gianmarco Piccioni    | Santarcangelo | definitivo    |
| A        | Giacomo Zecca         | Sassuolo      | prestito      |

| Cessioni | Cessioni              | Cessioni       | Cessioni      |
| R.       | Nome                  | a              | Modalità      |
| -------- | --------------------- | -------------- | ------------- |
| P        | Marino Bifulco        | Monopoli       | fine prestito |
| P        | Tomasch Calore        | Pescara        | fine prestito |
| P        | Matteo Ricci          |                | svincolato    |
| P        | Edoardo Selva         | Pro Vasto      | prestito      |
| D        | Ibrahima Diallo       | Pescara        | fine prestito |
| D        | Gianluca Gualtieri    | Rieti          | definitivo    |
| D        | Alessio Milillo       | Pescara        | fine prestito |
| D        | Manfredo Pietrantonio | Pescara        | fine prestito |
| D        | Andrea Rossi          |                | svincolato    |
| D        | Simone Sales          | Potenza        | definitivo    |
| C        | Stefano Amadio        | Pineto         | definitivo    |
| C        | Marco Castagna        | Bari           | fine prestito |
| C        | Riccardo Cretella     | Gavorrano      | fine prestito |
| C        | Giovanni Graziano     | Torino         | fine prestito |
| C        | Carlo Ilari           | Sambenedettese | definitivo    |
| C        | Andrea Mancini        | Pineto         | definitivo    |
| C        | Alessio Palladini     | Giulianova     | definitivo    |
| C        | Kevin Varas Marcillo  | Rezzato        | definitivo    |
| A        | Alessandro Faggioli   | Pescara        | fine prestito |
| A        | Cedric Gondo          |                | svincolato    |
| A        | Giuseppe Panico       | Genoa          | fine prestito |
| A        | Salvatore Sandomenico | Juve Stabia    | fine prestito |
| A        | Giacomo Tulli         | Trapani        | definitivo    |

### Sessione invernale(dal 3/1 al 31/1)
| Acquisti | Acquisti            | Acquisti           | Acquisti   |
| R.       | Nome                | da                 | Modalità   |
| -------- | ------------------- | ------------------ | ---------- |
| D        | Jan Polak           |                    | svincolato |
| C        | Luigi Giorgi        |                    | svincolato |
| C        | Emanuele Spinozzi   | Roma               | prestito   |
| A        | Claudio Sparacello  | Virtus Francavilla | definitivo |
| A        | Saveriano Infantino | Catanzaro          | definitivo |

| Cessioni | Cessioni                | Cessioni           | Cessioni   |
| R.       | Nome                    | a                  | Modalità   |
| -------- | ----------------------- | ------------------ | ---------- |
| P        | Vittorio Natale         | Francavilla        | prestito   |
| D        | Johad Ferretti          | Lucchese           | definitivo |
| D        | Riccardo Mastrilli      | Bisceglie          | prestito   |
| D        | Simone Vitale           |                    | svincolato |
| C        | Roberto Ranieri         | Imolese            | prestito   |
| C        | Federico Zenuni         | Virtus Francavilla | definitivo |
| A        | Antonio Bacio Terracino | Potenza            | definitivo |
| A        | Luca Di Renzo           |                    | svincolato |
| A        | Gianmarco Piccioni      | Rimini             | definitivo |

### Operazioni esterne alle sessioni
| Acquisti | Acquisti         | Acquisti | Acquisti   |
| R.       | Nome             | da       | Modalità   |
| -------- | ---------------- | -------- | ---------- |
| D        | Alessandro Celli |          | svincolato |
| D        | Gennaro Armeno   |          | svincolato |

| Cessioni | Cessioni              | Cessioni | Cessioni   |
| R.       | Nome                  | a        | Modalità   |
| -------- | --------------------- | -------- | ---------- |
| A        | Alessandro Fratangelo | Pineto   | definitivo |

## Organigramma societario
Area direttiva
- Presidente: Luciano Campitelli
- Direttore generale: Emilio Capaldi

Area organizzativa
- Segretario generale: Antonio Parnanzone
- Team manager: Enzo Montani
- Magazzinieri: Leo Rastelli, Mauro Di Ubaldo

Area marketing
- Direttore marketing: Alessandro Quoiani

Area tecnica
- Direttore sportivo: Sandro Federico
- Allenatore: Giovanni Zichella, da ottobre Agenore Maurizi
- Allenatore in seconda: Edmondo De Amicis
- Preparatori atletici: Daniel Perazzolo, da ottobre Simone Fugalli
- Preparatore dei portieri: Giuseppe Oliverio

Area sanitaria
- Responsabile: Siriano Cordoni
- Medici sociali: Carlo D'Ugo, Nicola Franchi,
- Massaggiatori: Federico Porrini
- Osteopata: Antonio Misantone

## Rosa
Rosa aggiornata al 18 dicembre 2018.
| N. |                    | Ruolo | Calciatore               |
| -- | ------------------ | ----- | ------------------------ |
| 1  | Italia (bandiera)  | P     | Francesco Pacini         |
| 2  | Italia (bandiera)  | D     | Alessandro Fiordaliso    |
| 3  | Italia (bandiera)  | D     | Simone Vitale            |
| 4  | Italia (bandiera)  | C     | Roberto Ranieri          |
| 5  | Albania (bandiera) | C     | Federico Zenuni          |
| 6  | Italia (bandiera)  | D     | Ivan Speranza (capitano) |
| 7  | Italia (bandiera)  | A     | Alessandro Fratangelo    |
| 8  | Italia (bandiera)  | C     | Mattia Proietti          |
| 9  | Italia (bandiera)  | A     | Luca Di Renzo            |
| 10 | Italia (bandiera)  | C     | Lorenzo De Grazia        |
| 11 | Italia (bandiera)  | A     | Antonio Bacio Terracino  |
| 12 | Italia (bandiera)  | P     | Vittorio Natale          |
| 13 | Italia (bandiera)  | D     | Riccardo Mastrilli       |
| 14 | Italia (bandiera)  | A     | Gianmarco Piccioni       |

| N. |                    | Ruolo | Calciatore                  |
| -- | ------------------ | ----- | --------------------------- |
| 16 | Italia (bandiera)  | A     | Giacomo Zecca               |
| 17 | Italia (bandiera)  | A     | Riccardo Cappa              |
| 18 | Italia (bandiera)  | C     | Angelo Persia               |
| 19 | Italia (bandiera)  | A     | Riccardo Barbuti            |
| 20 | Italia (bandiera)  | C     | Mirco Spighi                |
| 21 | Italia (bandiera)  | D     | Mattia Altobelli            |
| 22 | Polonia (bandiera) | P     | Michal Lewandowski          |
| 23 | Italia (bandiera)  | D     | Nebil Caidi (vice capitano) |
| 24 | Italia (bandiera)  | D     | Giorgio Mantini             |
| 26 | Italia (bandiera)  | D     | Matteo Piacentini           |
| 27 | Italia (bandiera)  | D     | Christian Ventola           |
| 30 | Italia (bandiera)  | D     | Alessandro Celli            |
|    | Senegal (bandiera) | P     | Lys Gomis                   |
|    | Francia (bandiera) | D     | Johad Ferretti              |

## Risultati

### Serie C

#### Girone di andata
| Arbitro: | Pashuku (Albano Laziale) |

|                |           |  |
| Costantino 66’ | Marcatori |  |

| Teramo 23 settembre 2018, ore 18:30 CEST 2ª giornata | Teramo                     | 0 – 0 | Sambenedettese | Stadio Gaetano Bonolis (3 023 spett.)\| Arbitro: \| Robilotta (Sala Consilina) \| |
| Arbitro:                                             | Robilotta (Sala Consilina) |       |                |                                                                                   |

| Arbitro: | Maggio (Lodi) |

|             |           |              |
| Hraiech 56’ | Marcatori | 54’ Speranza |

| Arbitro: | Di Cairano (Ariano Irpino) |

|                     |           |               |
| Bacio Terracino 19’ | Marcatori | 70’ Schiaroli |

| Arbitro: | Pascarella (Nocera Inferiore) |

|                                                |           |             |
| And. Caracciolo 54’ Ferretti 58’ Scarsella 82’ | Marcatori | 88’ Ranieri |

| Arbitro: | G. Miele (Nola) |

|                 |           |            |
| Venturini 90+3’ | Marcatori | 9’ Ranieri |

| Arbitro: | Guida (Salerno) |

|                         |           |                 |
| De Grazia 18’ Caidi 55’ | Marcatori | 67’ A. Ferrante |

| Arbitro: | Acanfora (Castellammare di Stabia) |

|  |           |           |
|  | Marcatori | 17’ Caidi |

| Arbitro: | Petrella (Viterbo) |

|                               |           |             |
| Spighi 34’ Barbuti 80’ (rig.) | Marcatori | 77’ Raffini |

| Arbitro: | Clerico (Torino) |

|                       |           |  |
| Scrosta 63’ Zerbo 79’ | Marcatori |  |

| Arbitro: | Cosso (Reggio Calabria) |

|                          |           |                              |
| De Grazia 4’ Barbuti 80’ | Marcatori | 55’ (rig.) Kouko 60’ Sibilli |

| Arbitro: | Garofalo (Torre del Greco) |

|                         |           |  |
| Manarin 79’ Grbac 90+2’ | Marcatori |  |

| Arbitro: | Ricci (Firenze) |

|  |           |              |
|  | Marcatori | 67’ F. Perna |

| Arbitro: | Collu (Cagliari) |

|                    |           |                     |
| Celli 4’ Cappa 87’ | Marcatori | 34’ Gomez 36’ Pavan |

| Arbitro: | Acanfora (Castellammare di Stabia) |

|            |           |              |
| Tronco 33’ | Marcatori | 87’ Proietti |

| Arbitro: | Amabile (Vicenza) |

|  |           |                            |
|  | Marcatori | 19’ Gavazzi 36’ Candellone |

| Pesaro 15 dicembre 2018, ore 20:30 CET 17ª giornata | Vis Pesaro          | 0 – 0 | Teramo | Stadio Tonino Benelli (1 373 spett.)\| Arbitro: \| N. Marini (Trieste) \| |
| Arbitro:                                            | N. Marini (Trieste) |       |        |                                                                           |

| Arbitro: | Cipriani (Empoli) |

|                         |           |  |
| De Grazia 79’ Zecca 82’ | Marcatori |  |

| Arbitro: | Colombo (Como) |

|                         |           |                |
| Frediani 30’ Pobega 68’ | Marcatori | 62’ Fiordaliso |

#### Girone di ritorno
| Arbitro: | Fontani (Siena) |

|                                   |           |  |
| Bacio Terracino 75’ De Grazia 88’ | Marcatori |  |

| Arbitro: | Santoro (Messina) |

|                       |           |               |
| Stanco 84’ Miceli 89’ | Marcatori | 69’ De Grazia |

| Arbitro: | Luciani (Roma) |

|  |           |                         |
|  | Marcatori | 32’ Mosti 38’ Valentini |

| Gubbio 26 gennaio 2019, ore 14:30 CET 23ª giornata | Gubbio                         | 0 – 0 | Teramo | Stadio Pietro Barbetti (776 spett.)\| Arbitro: \| Lorenzin (Castelfranco Veneto) \| |
| Arbitro:                                           | Lorenzin (Castelfranco Veneto) |       |        |                                                                                     |

| Arbitro: | Cosso (Reggio Calabria) |

|                     |           |                          |
| Infantino 7’ (rig.) | Marcatori | 49’, 55’ And. Caracciolo |

| Arbitro: | Monaldi (Macerata) |

|                |           |  |
| Fiordaliso 45’ | Marcatori |  |

| Arbitro: | Di Graci (Como) |

|           |           |  |
| Celli 39’ | Marcatori |  |

| Arbitro: | Clerico (Torino) |

|               |           |                   |
| Infantino 80’ | Marcatori | 81’ T. Ceccarelli |

| Arbitro: | Fiero (Pistoia) |

|             |           |                         |
| Raffini 83’ | Marcatori | 41’, 57’, 65’ Infantino |

| Arbitro: | Carrione (Castellammare di Stabia) |

|  |           |             |
|  | Marcatori | 16’ Malcore |

| Arbitro: | Di Cairano (Ariano Irpino) |

|           |           |                           |
| Gelli 41’ | Marcatori | 45’, 88’ (rig.) Infantino |

| Arbitro: | Giordano (Novara) |

|                      |           |                           |
| Infantino 88’ (rig.) | Marcatori | 12’ Casarotto 20’ Manfrin |

| Arbitro: | Marotta (Sapri) |

|            |           |                          |
| Solerio 7’ | Marcatori | 42’ Celli 53’ Sparacello |

| Meda (Italia) 31 marzo 2019, ore 16:30 CEST 33ª giornata | Renate             | 0 – 0 | Teramo | Stadio Città di Meda (150 spett.)\| Arbitro: \| Petrella (Viterbo) \| |
| Arbitro:                                                 | Petrella (Viterbo) |       |        |                                                                       |

| Arbitro: | Marcenaro (Genova) |

|           |           |              |
| Celli 31’ | Marcatori | 9’ A. Curcio |

| Arbitro: | Pasciuta (Ravenna) |

|                                                     |           |  |
| Zammarini 6’ Magnaghi 11’ Burrai 29’ Candellone 36’ | Marcatori |  |

| Arbitro: | Moriconi (Roma) |

|                           |           |                     |
| Infantino 56’ Ventola 71’ | Marcatori | 53’ (rig.) Petrucci |

| Arbitro: | Gariglio (Pinerolo) |

|                                                 |           |                               |
| Granoche 14’ (rig.) Costantino 37’ Petrella 44’ | Marcatori | 28’ Fiordaliso 90+2’ Proietti |

| Teramo 5 maggio 2019, ore 15:00 CEST 38ª giornata | Teramo                         | 0 – 0 | Ternana | Stadio Gaetano Bonolis (1 386 spett.)\| Arbitro: \| Lorenzin (Castelfranco Veneto) \| |
| Arbitro:                                          | Lorenzin (Castelfranco Veneto) |       |         |                                                                                       |

### Coppa Italia Serie C

#### Girone H
| Teramo 8 agosto 2018, ore 20:30 CEST 1ª giornata | Teramo              | 0 – 0 | Fermana | Stadio Gaetano Bonolis (853 spett.)\| Arbitro: \| Maranesi (Ciampino) \| |
| Arbitro:                                         | Maranesi (Ciampino) |       |         |                                                                          |

| Arbitro: | Monaldi (Macerata) |

|             |           |                                 |
| Todorov 47’ | Marcatori | 9’ Di Renzo 56’ Bacio Terracino |

| Arbitro: | Moriconi (Roma) |

|                     |           |               |
| Zecca 17’, 30’, 32’ | Marcatori | 90’ Rapisarda |

| Arbitro: | Zufferli (Udine) |

|             |           |  |
| Pacilli 63’ | Marcatori |  |

## Statistiche

### Statistiche di squadra
| Competizione         | Punti | In casa | In casa | In casa | In casa | In casa | In casa | In trasferta | In trasferta | In trasferta | In trasferta | In trasferta | In trasferta | Totale | Totale | Totale | Totale | Totale | Totale | DR  |
| Competizione         | Punti | G       | V       | N       | P       | Gf      | Gs      | G            | V            | N            | P            | Gf           | Gs           | G      | V      | N      | P      | Gf     | Gs     | DR  |
| -------------------- | ----- | ------- | ------- | ------- | ------- | ------- | ------- | ------------ | ------------ | ------------ | ------------ | ------------ | ------------ | ------ | ------ | ------ | ------ | ------ | ------ | --- |
| Serie C              | 43    | 19      | 6       | 7       | 6       | 20      | 20      | 19           | 4            | 6            | 9            | 16           | 26           | 38     | 10     | 13     | 15     | 36     | 46     | -10 |
| Coppa Italia Serie C | -     | 2       | 1       | 1       | 0       | 3       | 1       | 2            | 1            | 0            | 1            | 2            | 2            | 4      | 2      | 1      | 1      | 5      | 3      | +2  |
| Totale               | 43    | 21      | 7       | 8       | 6       | 23      | 21      | 21           | 5            | 6            | 10           | 18           | 28           | 42     | 12     | 14     | 16     | 41     | 49     | -8  |

### Andamento in campionato
| Giornata  | 1  | 2  | 3  | 4  | 5  | 6  | 7  | 8  | 9 | 10 | 11 | 12 | 13 | 14 | 15 | 16 | 17 | 18 | 19 | 20 | 21 | 22 | 23 | 24 | 25 | 26 | 27 | 28 | 29 | 30 | 31 | 32 | 33 | 34 | 35 | 36 | 37 | 38 |
| --------- | -- | -- | -- | -- | -- | -- | -- | -- | - | -- | -- | -- | -- | -- | -- | -- | -- | -- | -- | -- | -- | -- | -- | -- | -- | -- | -- | -- | -- | -- | -- | -- | -- | -- | -- | -- | -- | -- |
| Luogo     | T  | C  | T  | C  | T  | T  | C  | T  | C | T  | C  | T  | C  | C  | T  | C  | T  | C  | T  | C  | T  | C  | T  | C  | C  | T  | C  | T  | C  | T  | C  | T  | T  | C  | T  | C  | T  | C  |
| Risultato | P  | N  | N  | N  | P  | N  | V  | V  | V | P  | N  | P  | P  | N  | N  | P  | N  | V  | P  | V  | P  | P  | N  | P  | V  | P  | N  | V  | P  | V  | P  | V  | N  | N  | P  | V  | P  | N  |
| Posizione | 17 | 13 | 13 | 14 | 17 | 18 | 14 | 11 | 9 | 11 | 12 | 12 | 14 | 14 | 14 | 15 | 15 | 14 | 14 | 13 | 14 | 14 | 15 | 16 | 15 | 15 | 16 | 14 | 15 | 13 | 13 | 11 | 11 | 11 | 15 | 11 | 13 | 13 |

Fonte:  Lega Pro – Classifiche, su lega-pro.com, Lega Pro (archiviato dall'url originale il 16 agosto 2016).
Legenda:

Luogo: C = Casa; T = Trasferta. Risultato: V = Vittoria; N = Pareggio; P = Sconfitta.